# ماندریتسارا (بخش)
ماندریتسارا (به لاتین: Mandritsara) یک بخش‌های ماداگاسکار در ماداگاسکار است که در سوفیا (ماداگاسکار) واقع شده‌است. ماندریتسارا ۱۰٬۵۱۲ کیلومتر مربع مساحت و ۲۰۴٬۵۰۳ نفر جمعیت دارد.